# Saint-Paul, Corrèze
Saint-Paul är en kommun i departementet Corrèze i regionen Nouvelle-Aquitaine i de centrala delarna av Frankrike. Kommunen ligger  i kantonen La Roche-Canillac som tillhör arrondissementet Tulle. År 2022 hade Saint-Paul 237 invånare.

## Befolkningsutveckling
Antalet invånare i kommunen Saint-Paul
Referens:INSEE